# Don Wedge
Donald R. Wedge (* 13. August 1929 in Carey, Ohio; † 20. April 2012) war ein US-amerikanischer Schiedsrichter im American Football, der von der Saison 1972 bis 1996 in der NFL tätig war.

## Karriere
Wedge begann im Jahr 1972 seine NFL-Laufbahn als Back Judge. Nachdem Schiedsrichter Bill Schleibaum seinen Rücktritt bekannt gegeben hatte, wurde er zum Hauptschiedsrichter ernannt.
Beim Super Bowl XXII im Jahr 1988 war er Side Judge der Crew unter der Leitung von Hauptschiedsrichter Bob McElwee. Zudem war er Back Judge in den Pro Bowls 1986 und 1990, sowie Side Judge im Pro Bowl 1996.